# Rop Wiang
 (août 2022).
Rop Wiang est une ville de Thaïlande située dans la province de Chiang Rai, dans le district de Mueang Chiang Rai. En 2005 sa population était de 47 992 habitants.